# Lista de jornais e revistas de Angola
Esta é uma lista de jornais e revistas angolanos:

## Pela Edições Novembro
Publicações pelas oficinas gráficas da editora estatal angolana Edições Novembro:
| Nome do veículo                                   | Periodicidade | Data de lançamento              | Sede          | Cobertura territorial                  |
| ------------------------------------------------- | ------------- | ------------------------------- | ------------- | -------------------------------------- |
| Angoleme                                          | Quinzenal     | 14 de maio de 2021 (4 anos)     | Caxito        | Bengo, Cuanza Norte e Malanje          |
| Cinguvu                                           | Quinzenal     | 25 de setembro de 2021 (3 anos) | Luena         | Lunda Norte, Lunda Sul e Moxico        |
| Cultura – Jornal Angolano de Artes e Letras       | Hebdomadário  | -                               | Luanda        | Nacional                               |
| Jornal de Angola                                  | Diário        | 16 de agosto de 1923 (101 anos) | Luanda        | Nacional                               |
| Jornal de Economia & Finanças                     | Hebdomadário  | 19 de agosto de 2008 (16 anos)  | Luanda        | Nacional                               |
| Jornal dos Desportos                              | Hebdomadário  | -                               | Luanda        | Nacional                               |
| Luanda – Jornal Metropolitano da Capital Angolana | Hebdomadário  | 26 de junho de 2017 (7 anos)    | Luanda        | Província de Luanda                    |
| Jornal Planalto                                   | Quinzenal     | 19 de junho de 2018 (6 anos)    | Huambo        | Bié e Huambo                           |
| Nkanda                                            | Quinzenal     | 26 de junho de 2021 (3 anos)    | Mabanza Congo | Cabinda, Uíge e Zaire                  |
| O Litoral                                         | Quinzenal     | 5 de outubro de 2021 (3 anos)   | Benguela      | Benguela e Cuanza Sul                  |
| Ventos do Sul                                     | Mensal        | 10 de outubro de 2018 (6 anos)  | Lubango       | Cuando-Cubango, Cunene, Huíla e Namibe |

## Pelo Grupo Medianova
Publicações pelas oficinas gráficas da Damer Gráfica, parte do Grupo Medianova:
| Nome do veículo     | Periodicidade | Data de lançamento               | Sede   | Cobertura territorial |
| ------------------- | ------------- | -------------------------------- | ------ | --------------------- |
| O País              | Hebdomadário  | 14 de novembro de 2008 (16 anos) | Luanda | Nacional              |
| Semanário Económico | Hebdomadário  | -                                | Luanda | Nacional              |
| Revista Exame       | -             | -                                | Luanda | Nacional              |
| Socijornal          | -             | -                                | Luanda | -                     |

## Pelo Grupo Delby Company
Publicações pelas oficias gráficas da editora Delby Company: 
| Nome do Veículo | Periodicidade | Data de lançamento            | Sede   | Cobertura territorial |
| --------------- | ------------- | ----------------------------- | ------ | --------------------- |
| Deebs Magazine  | Diário        | 7 de dezembro de 2023 (1 ano) | Luanda | Nacional              |

## Por outras editoras
O Pensador
- STESS Magazine
- O Apostolado
- A Capital
- Ebonet Noticias
- Folha 8
- Jornal Nova Gazeta
- Novo Jornal
- Revista Human Capital Angola
- Semanario Angolense
- Economia & Mercado
- Austral
- Angola' In
- Revista Kuia
- Zwela Angola
- Revista Draft Angola (Edit Now Produções)
- Revista Fair Play